# Белькаруи, Хишем
Хишем Белькаруи (араб. هشام بلقروي‎, 24 августа 1990) — алжирский футболист, защитник клуба «Аль-Айн» (Эль-Баха) и сборной Алжира.

## Клубная карьера
Хишем Белькаруи начинал свою карьеру футболиста в алжирском клубе «АСМ Оран» из своего родного города. В сезоне 2011/12 он на правах аренды выступал за «ВА Тлемсен». 10 сентября 2011 года Белькаруи дебютировал в алжирской Лиге 1, выйдя в основном составе в домашнем матче против команды «АС Хруб». 19 мая 2012 года он забил свой первый гол в рамках лиги, ставший победным в домашней игре с клубом «УСМ Эль Хараш».
Летом 2012 года Хишем Белькаруи перешёл в «УСМ Эль Хараш», а спустя два года — в тунисский «Клуб Африкэн». С февраля 2016 года алжирец выступал за клуб португальской Примейры «Насьонал», а в конце июля того же года вернулся в Тунис, подписав контракт с «Эсперансом». Спустя год Белькаруи стал игроком португальского «Морейренсе».

## Карьера в сборной
9 октября 2015 года Хишем Белькаруи дебютировал в составе сборной Алжира в домашней товарищеской игре против команды Гвинеи, выйдя на замену в середине второго тайма. Он участвовал в матчах отборочных турниров чемпионата мира 2018 года и Кубка африканских наций 2017 года. Белькаруи был включён в состав сборной на континентальное первенство 2017 года в Габоне, но на поле так и не появился в этом турнире.

## Достижения
УСМ Эль Хараш
- Вице-чемпион Алжира: 2012/13

«Клуб Африкэн»
- Чемпион Туниса: 2014/15
- Обладатель Кубка Туниса: 2015/16

«Эсперанс»
- Чемпион Туниса: 2016/17